# مندی (فیلم ۲۰۱۸)
مندی فیلم اکشن فیلم ترسناک است که در سال ۲۰۱۸ به کارگردانی پانوس کسماتوس ساخته‌شده‌است. فیلمنامه این فیلم که توسط پانوس کوستماس و آرون استوارت آهن نوشته شده‌است. فیلم تولید مشترک ایالات متحده و کانادا می‌باشد و بازیگران اصلی آن نیکلاس کیج، آندره‌آ ریسبرو، لاینس روچ، ند دنهی، اولون فوره، ریچارد بریک و بیل دوک می‌باشند. فیلم برای نخستین بار در جشنواره فیلم ساندنس۲۰۱۸ به تاریخ ۱۹ ژانویه ۲۰۱۸ نمایش داده شد و نمایش عمومی آن توسط آرال‌جی‌ایی فیلمز از ۱۴ سپتامبر ۲۰۱۸ آغاز شد. مندی تحسین منتقدان را برانگیخت که به ستایش سبک کارگردانی، اصالت و همچنین بازی کیج پرداختند.
این فیلم یکی از آخرین فیلم‌هایی بود که توسط آهنگساز ایسلندی یوهان یوهانسون که در فوریه ۲۰۱۸ درگذشت آهنگسازی شد و این فیلم به او تقدیم شده‌است.